# 제임스 포레스탈
제임스 빈센트 포레스탈(James Vincent Forrestal, 1892년 2월 15일 ~ 1949년 5월 22일)은 국방부 산하가 아닌 해군부의 마지막 미국 해군장관이자 초대 미국 국방부 장관이다.
포레스탈은 중산층 아일랜드 가톨릭 가정에서 태어났다. 월 스트리트에서 금융가로 성공한 포레스탈은 1940년에 미 해군차관이 되었다. 1944년 4월 프랭크 녹스 해군장관이 사망하자 그 후임으로 프랭클린 D. 루스벨트 행정부의 해군장관에 취임했다. 제2차 세계 대전 종전 후 1947년 해리 S. 트루먼 대통령은 포레스탈은 새 국방부의 초대 장관으로 임명했다.
포레스탈은 트루먼 행정부의 대표적인 반공주의자로, 조지 마셜 국무장관과 함께 미국의 이스라엘 건국 지원에 반대한 인물이기도 하다. 이스라엘에 대한 지원이 중요한 석유 생산지이자 동맹인 아랍 국가들을 소외시킬 수 있다고 보았기 때문이다.
포레스탈은 항공모함을 중심으로 한 항모전단(Carrier Battle Group)을 중시했다. 해군의 이익이 침해될 것을 우려한 포레스탈은 처음에는 국방부 창설에 반대하였으나, 오히려 국방부 장관에 임명되면서 트루먼 대통령과 종종 대립했다. 사임 후 포레스탈의 정신 건강은 우울증 치료를 받을 정도로 급격히 악화되었다. 베데스다 해군병원 (현 월터리드 국립 군의료센터에 입원해있던 포레스탈은 16층 창문에서 떨어져 입은 부상으로 사망했다.
1954년 미 해군의 새 항공모함인 USS 포레스탈과 미국 에너지부 본부가 소재한 제임스 V. 포레스탈 빌딩이 그를 기려 명명되었다. 미국 해군사관학교의 포레스탈 강의와 그의 모교인 프린스턴 대학의 제임스 포레스탈 캠퍼스 또한 그의 이름을 따서 지어졌다.